# Splitska vrata
Splitska vrata su morski tjesnac u Jadranskom moru.
Nalazi se između otoka Šolte i Brača, ali na južnom spojištu, jer se dolaskom s otvorenog mora na taj tjesnac, dolazi zapravo do pred Split, pa tako i predstavlja "vrata".
Kao međišne točke se mogu otprilike uzeti:
- na sjeveru spojnica šoltanski istočni rt (istočno od rta Livka) - rt Zaglav na Braču
- na jugu spojnica rt Motika na Šolti - rt Ražanj na Braču

Na rtu Ražanj se nalazi svjetionik "Rt Ražanj".